# Mellbystrand
Mellbystrand is een dorp met 1681 inwoners in de gemeente Laholm die ligt in de provincie Halland, Zweden.
Samen met het nabijgelegen Skummeslövsstrand beschikt Mellbystrand over het langste zandstrand van Zweden.

## Verkeer en vervoer
Bij de plaats lopen de E6/E20 en Riksväg 24.
Ala · Allarp · Edenberga · Genevad · Hasslöv · Hishult · Knäred · Laholm · Lilla Tjärby · Mellbystrand · Ränneslöv · Skottorp · Skummeslövsstrand · Vallberga · Våxtorp · Veinge · Ysby